# Kye Rowles
Kye Francis Rowles, född 24 juni 1998, är en australisk fotbollsspelare som spelar för skotska Heart of Midlothian. Han spelar även för Australiens landslag.

## Klubbkarriär
Den 9 juni 2022 värvades Rowles av skotska Heart of Midlothian, där han skrev på ett treårskontrakt.

## Landslagskarriär
Rowles debuterade för Australiens landslag den 1 juni 2022 i en 2–1-vinst över Jordanien. Han har varit en del av Australiens trupp vid VM 2022.